# Polia clausa
Polia clausa là một loài bướm đêm trong họ Noctuidae.